# KkStB 564
Die kkStB 564 waren Lokalbahn-Tenderlokomotiven der k.k. österreichischen Staatsbahnen, die ursprünglich von der Kaiser-Ferdinands-Nordbahn (KFNB) stammten.

## Geschichte
Die drei Lokomotiven wurden 1897 von Krauss in Linz für die Lokalbahn Saitz–Czeicz–Göding geliefert. Für den Betrieb auf dieser Lokalbahn waren sie allerdings überdimensioniert, sodass sie bald nach Dzieditz umstationiert wurden.
Die drei Lokomotiven hatten ein Verbundtriebwerk der Bauart Gölsdorf.
Nach dem Ersten Weltkrieg kamen sie zur Tschechoslowakischen Staatsbahnen ČSD, die sie als 313.501–503 einreihte und bis 1936 ausmusterte.